# Steve Ciarcia
Steve Ciarcia és un enginyer de sistemes de control  embedded. Esdevingué popular a través de la seva columna Ciarcia's Circuit Cellar a la revista BYTE, i més tard a través de la seva revista també anomenada Circuit Cellar. Va ser l'autor de Build Your Own Z80 Computer, (Construeix el teu Propi Ordinador Z80), publicat el 1981 i de Take My Computer...Please!, (Agafa el meu ordinador...Si us plau!,) publicat fins al 1978. Més tard va compilar una col·lecció de set volums dels seus articles de projectes de maquinari apareguts a la revista BYTE, amb el títol Circuit Cellar.

## Primer compatible PC
Entre 1982 i 1983 va publicar una sèrie d'articles de com construir el MPX-16, el "primer ordinador d'una placa de 16-bits compatible amb el PC d'IBM", demostrant que es podia fer una còpia compatible amb el maquinari d'IBM, totalment legal, les ROMs del BIOS, van trigar una mica més.

## Elektor
El desembre de 2009, Ciarcia va anunciar per al mercat americà una cooperació estratègica entre Elektor i la seva revista Circuit Cellar. El novembre de 2012, Steve Ciarcia va anunciar que abandonava Circuit Cellar, i Elektor agafava el relleu.
L'octubre de 2014, Ciarcia va adquirir, "Circuit Cellar, audioXpress, Voice Coil, Loudspeaker Industry Sourcebook "i les seves respectives pàgines web, newsletters, i productes d'Elektor International Media. Dites revistes van continuar sent publicades per l'equip americà de Ciarcia.